# Condado de Bottineau
El condado de Bottineau (en inglés: Bottineau County, North Dakota), fundado en 1884,  es uno de los 53 condados del estado estadounidense de Dakota del Norte. En el año 2000 tenía una población de  7149 habitantes con una densidad poblacional de 2 personas por km². La sede del condado es Bottineau.

## Geografía
Según la Oficina del Censo, el condado tiene un área total de 4398 km² (1698,1 mi²), de la cual 4323 km² (1669,1 mi²) es tierra y 75 km² (29,0 mi²) es agua.

### Condados adyacentes y los municipios rurales
- Argyle No. 1, Saskatchewan (norte)
- Edward (norte)
- Arthur (norte)
- Brenda (norte)
- Winchester (norte)
- Morton (norte)
- Condado de Rolette (este)
- Condado de Pierce (sureste)
- Condado de McHenry (sur)
- Condado de Renville (oeste)

### Áreas protegidas nacionales
- J. Clark Salyer Refugio de Vida Silvestre (parte)
- Lago de los Lores Refugio de Vida Silvestre (parte)

## Demografía
En el 2000 la renta per cápita promedia del condado era de $29 853, y el ingreso promedio para una familia era de $37 701. El ingreso per cápita para el condado era de $16 227. En 2000 los hombres tenían un ingreso per cápita de $26 728 versus $18 948 para las mujeres. Alrededor del 10.70% de la población estaba bajo el umbral de pobreza nacional.
| 1890 | 1900 | 1910   | 1920   | 1930   | 1940   | 1950   | 1960   | 1970 | 1980 | 1990 | 2000 | Est. 2009 |
| ---- | ---- | ------ | ------ | ------ | ------ | ------ | ------ | ---- | ---- | ---- | ---- | --------- |
| 2893 | 7532 | 17 295 | 15 109 | 14 853 | 13 253 | 12 140 | 11 315 | 9496 | 9239 | 8011 | 7149 | 6352      |

## Mayores autopistas
- U.S. Highway 83
- Carretera de Dakota del Norte 5
- Carretera de Dakota del Norte 14
- Carretera de Dakota del Norte 43
- Carretera de Dakota del Norte 60
- Carretera de Dakota del Norte 256

## Lugares

### Ciudades
- Antler
- Bottineau
- Gardena
- Kramer
- Landa
- Lansford
- Maxbass
- Newburg
- Overly
- Souris
- Westhope
- Willow City

Nota: todas las comunidades incorporadas en Dakota del Norte se les llama "ciudades" independientemente de su tamaño